# 赤卫队站
赤卫队站（羅馬化：Krasnogvardeyskaya）是莫斯科地鐵的一個車站。赤衛隊站曾是莫斯科河畔線在南端的終點站，開通於1985年9月7日。車站的裝飾以格子天花板和紅色大理石為主題。